# Hermann Fischer (Orgelforscher)

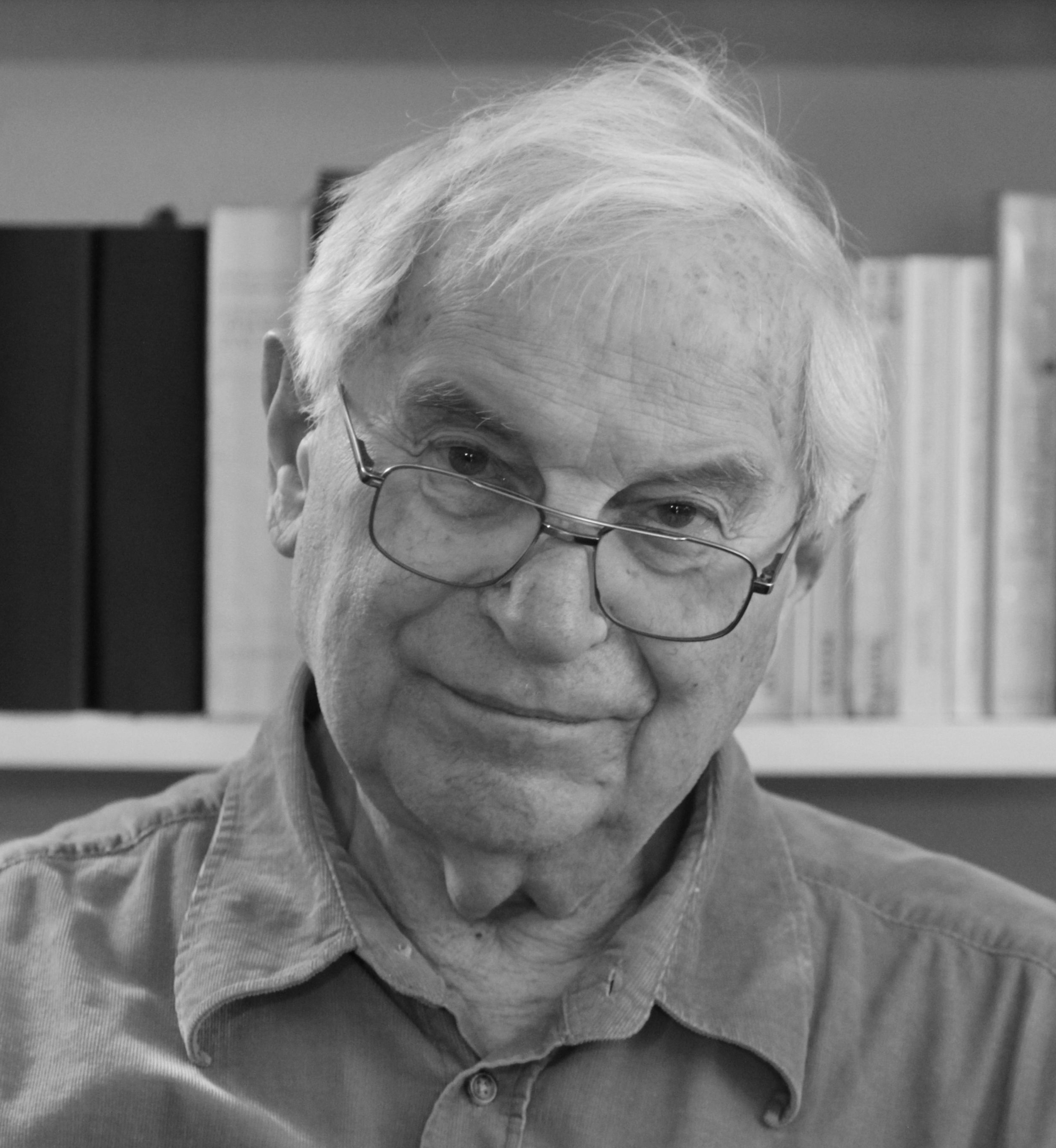
Hermann Fischer (2011)

Hermann Fischer (* 15. März 1928 in Kranlucken; † 5. November 2020 in Aschaffenburg) war ein deutscher Orgelforscher und Autor. Er war Gymnasiallehrer in Aschaffenburg.

## Leben und Werk
Hermann Fischer studierte nach dem Abitur in Fulda Biologie, Chemie und Geographie an der Universität Würzburg. Von 1953 bis 1990 unterrichtete er am Friedrich-Dessauer-Gymnasium Aschaffenburg und war dort zuletzt Studiendirektor.
Intensiv widmete er sich zunächst dem Orgelbau in Mainfranken, später auch im gesamten süddeutschen Raum. Zur Geschichte des fränkischen und schwäbischen Orgelbaus veröffentlichte er zahlreiche Bücher und Aufsätze, die zum großen Teil in Zusammenarbeit mit Theodor Wohnhaas entstanden. Fischer publizierte von 2004 bis 2007 in der Musik in Geschichte und Gegenwart (2. Auflage) 13 Artikel über Orgelbauer. Insgesamt erschienen unter seinem Namen oder als Koautor über 300 orgelwissenschaftliche Publikationen.

## Schriften (Auswahl)
- mit Ernst Petersen: Die Orgelbauerfamilie Voit in Schweinfurt. Historischer Verein Schweinfurt e. V., Schweinfurt 2020, ISBN 978-3-9816771-1-9.
- Der Orgelbauer Johann Philipp Seuffert und seine Nachkommen in Würzburg, Kirrweiler und Wien. Schöningh, Würzburg 2015, ISBN 978-3-87717-077-9.
- Die Orgelbauerfamilie Schlimbach in Würzburg, Speyer und Königshofen / Hermann Fischer. Mit Erg. von Gero Kaleschke. Schöningh, Würzburg 2011, ISBN 978-3-87717-072-4.
- Die Orgelbauerfamilie Steinmeyer in Oettingen (= Veröffentlichungen der Gesellschaft der Orgelfreunde. Band 252). Pape, Berlin 2011, ISBN 978-3-921140-90-1.
- Orgelbau und Orgeln im Altlandkreis Lohr. Buchservice Schmidt, Lohr am Main 2008, ISBN 978-3-934128-31-6.
- mit Theodor Wohnhaas: Die Orgelbauerfamilien König in Ingolstadt, Münstereifel und Köln. In: Roland Behrens und Christoph Grohmann (Hrsg.): Dulce melos Organorum, Festschrift Alfred Reichling zum 70. Geburtstag. Gesellschaft der Orgelfreunde, Mettlach 2005, S. 111–168.
- mit Franz Bösken, Matthias Thömmes: Quellen und Forschungen zur Orgelgeschichte des Mittelrheins. 2 Bände (= Beiträge zur Mittelrheinischen Musikgeschichte. Band 40). Band 4: Regierungsbezirke Koblenz und Trier, Kreise Altenkirchen und Neuwied. Schott, Mainz 2005, ISBN 3-7957-1342-0.
- Orgeln der Region Bayerischer Untermain. Geschichts- und Kunstverein Aschaffenburg, Aschaffenburg 2004, ISBN 3-87965-099-3.
- mit Theodor Wohnhaas: Orgeldenkmale in Mittelfranken. Ulrike Schneider Rensch Orgelbaufachverlag, Lauffen am Neckar 2001, ISBN 3-921848-08-3.
- mit Theodor Wohnhaas: Lexikon süddeutscher Orgelbauer. Florian Noetzel Verlag, Wilhelmshaven 1994, ISBN 3-7959-0598-2.
- 100 Jahre Bund deutscher Orgelbaumeister. Orgelbau-Fachverlag, Lauffen 1991, ISBN 3-921848-18-0.
- mit Theodor Wohnhaas: Die Orgeln von St. Martin in Memmingen. In memoriam Walter Braun (1905–1977). In: Memminger Geschichtsblätter 1987/1988. Memminger Zeitung Verlagsdruckerei, 1990, ISSN 0539-2896, S. 7–25.
- mit Franz Bösken: Quellen und Forschungen zur Orgelgeschichte des Mittelrheins (= Beiträge zur Mittelrheinischen Musikgeschichte. Band 29,1). Band 3: Ehemalige Provinz Oberhessen, Teil 1 (A–L). Schott, Mainz 1988, ISBN 3-7957-1330-7.
- mit Franz Bösken: Quellen und Forschungen zur Orgelgeschichte des Mittelrheins (= Beiträge zur Mittelrheinischen Musikgeschichte. Band 29,2). Band 3: Ehemalige Provinz Oberhessen, Teil 2 (M–Z). Schott, Mainz 1988, ISBN 3-7957-1331-5.
- Die Orgeln des Landkreises Bad Kissingen. Landkreis Bad Kissingen, Landratsamt, Bad Kissingen, ISBN 3-87965-099-3 (o. J. [1986]).
- mit Theodor Wohnhaas: Historische Orgeln in Oberfranken. Schnell & Steiner, München 1985, ISBN 3-7954-0385-5.
- mit Theodor Wohnhaas: Historische Orgeln in Schwaben. Schnell & Steiner, München 1985, ISBN 3-7954-0431-2.
- mit Theodor Wohnhaas: Die Passauer Domorgel. Bemerkungen zur Baugeschichte der Steinmeyer-Orgel (1924–1977). In: Musik in Bayern. Halbjahresschrift der Gesellschaft für Bayerische Musikgeschichte e. V. Nr. 28, 1984, S. 65–94.
- mit Theodor Wohnhaas: Historische Orgeln in Unterfranken. Schnell & Steiner, München 1981, ISBN 3-7954-0424-X.
- Artikel Link, Maerz, Markert, Nollet, Will, Walcker, Weigle, Schleich, Schlimbach, Stumm, Tretzscher, Steinmeyer, Seuffert. In: Die Musik in Geschichte und Gegenwart. Bärenreiter, Kassel 1958–1979, ISBN 3-89853-160-0.